# Clidemia ventricosa
Clidemia ventricosa är en tvåhjärtbladig växtart som beskrevs av Frank Almeda. Clidemia ventricosa ingår i släktet Clidemia och familjen Melastomataceae.
Artens utbredningsområde är Panamá. Inga underarter finns listade i Catalogue of Life.